# Screaming Machines
Screaming Machines — третий и последний полноформатный студийный альбом шведской группы Carbonized, выпущенный в 1996 году лейблом Foundation 2000. Зимой 2004 года альбом был переиздан (как и другие полноформатные альбомы группы) российским лейблом звукозаписи Irond Records с полностью новым оформлением, редкими фотографиями, частично восстановленной лирикой и комментариями гитариста/вокалиста Кристофера Йонссона.

## Об альбоме
Во время записи альбома среди участников царило тотальное веселье. По предложению Пётра Вавженюка в середину композиции Psychodelica была вставлена запись с принесённой им аудиокассеты. На кассете была запись, которую Вавженюк сделал после переезда из Польши в Швецию когда он слушал радио и пытался отыскать какую-нибудь передачу на иностранном языке. Пётр случайным образом поймал волну, на которой звучала очень странная (по его мнению) арабская музыка, исполняемая не менее странным инструментом. В результате этого Пётр решил записать эту музыку, которая спустя много лет была вставлена в вышеназванную композицию. В буклете же альбома ради шутки участники группы написали, что в данной композиции звучит арабская волынка, а играет на ней продюсер альбома Рек Гисслен.

## Список композиций
1. My Hate 03:04
2. Circles 04:34
3. For Those Who Pray 03:31
4. High Octane 05:12
5. Psychodelica 03:48
6. Golden Rain 04:05
7. Fever 06:41
8. I Wanna Die 03:33
9. Fist 03:18
10. Common Enemy 01:38
11. Screaming Machines 04:21